# Cheongwon-gun
Cheongwon-gun var en landskommun (gun) i den sydkoreanska provinsen Norra Chungcheong. Folkmängden var 152 683 invånare i slutet av 2009, på en yta av 814 kvadratkilometer. Området omgav Cheongju, provinsens huvudort. Den största orten är Ochang, som hade 40 788 invånare 2009.
År 2014 införlivades Cheongwon-gun i staden Cheongju. 